# Marvel Knights
(Marvel Encyclopedia Vol.1, presentazione linea MK)
Marvel Knights (a volte abbreviata MK) è un marchio editoriale della casa editrice statunitense Marvel Comics. Venne fondato nel 1998 per dare spazio a titoli e supereroi che affrontassero tematiche più mature e realistiche rispetto alle serie mainstream della casa editrice. Inizialmente i supervisori e responsabili del progetto erano Joe Quesada e Jimmy Palmiotti sotto l'approvazione del presidente Bill Jemas. Il marchio riscosse grande successo e venne considerato un punto di svolta fondamentale per la Marvel. Riuscì infatti a rilanciare personaggi quali Devil, il Punitore, Pantera Nera e la Vedova Nera, destinati a diventare iconici negli anni Duemila. L'etichetta rimase attiva sotto la direzione di Axel Alonso e dello stesso Quesada fino al 2014. Dopo una pausa durata 4 anni, nel 2018, in una conferenza tenutasi al Comic-Con di San Diego, fu annunciato un rilancio del marchio. Il progetto venne battezzato "MK20" e prevedeva la riedizione in raccolte delle opere già pubblicate e una nuova miniserie scritta e supervisionata da Donny Cates.

## Linea editoriale
Il progetto voluto dall'allora responsabile editoriale della Marvel Bob Harras (sotto pressione da parte dei nuovi vertici dell'azienda) ha il duplice fine di rilanciare alcuni personaggi ormai in crisi di vendite e di cercare di allargare il parco di lettori di fumetti Marvel verso un pubblico più maturo.
La nuova linea prevede di fatto una più ampia libertà creativa nei confronti degli autori e lo sviluppo di serie e miniserie che ruotano attorno ai personaggi più estremi e urbani che popolano il mondo narrativo conosciuto come universo Marvel. Gli albi distribuiti sotto questa etichetta non rispecchiano quindi i canoni narrativi mainstream del genere supereroi e non hanno come target un pubblico adolescenziale ma piuttosto fasce di età più mature. Questo nuovo indirizzo viene reso possibile grazie all'eliminazione sulla copertina degli albi del marchio Approved by the Comics Code Authority (Approvato dall'Autorità del Codice sui fumetti) e da una distribuzione definita Direct Market (distribuzione diretta). Con "distribuzione diretta" si intende una distribuzione dei fumetti solo all'interno dei negozi specializzati in comics e del circuito librario, escludendo il circuito delle edicole. Bisogna comunque sottolineare che diversi albi Marvel Knights possono ancora essere trovati in alcune edicole in quanto le restrizioni sul materiale contenuto non sono ancora così vincolanti. Il passo verso dei fumetti pubblicati esplicitamente per un pubblico adulto verrà compiuto dalla Marvel nel 2003 con la nuova etichetta Max Comics.

## Storia editoriale
Per dare vita alla nuova etichetta, la Marvel si rivolge ad una piccola casa editrice indipendente denominata Event Comics, i cui personaggi di punta erano Ash e Painkiller Jane. Gli autori e supervisori erano Joe Quesada e Jimmy Palmiotti che divengono di fatto i supervisori della nuova linea Marvel Knights. Inizialmente le due realtà continuano a coesistere e Quesada e Palmiotti realizzano albi sotto il marchio Event Press fino al 1999. Il successo dell'etichetta MK e il coinvolgimento di Quesada sia ai vertici della Marvel che come disegnatore della serie Daredevil (Vol.2) portano però alla chiusura della loro casa editrice.

### Prime pubblicazioni (1998)

Copertina della raccolta "Marvel Knights di Joe Quesada", collana Marvel Ominibus. Edizione Panini Comics.

Il primo albo ad essere distribuito sotto la neonata etichetta è il n.1 della nuova serie dedicata a Devil. La data di copertina è novembre 1998 e gli autori sono Kevin Smith (testi), Joe Quesada (matite) e Jimmy Palmiotti (chine). La serie viene accreditata come Vol.2 in quanto segue la testata storica di Daredevil che termina la sua numerazione con l'albo n.380. Con la stessa data di copertina vengono distribuite altre tre serie Marvel Knights:
- Black Panther (Vol.4): serie regolare mensile, di Christopher Priest (testi), Alitha E. Martinez e Mark Texeira (disegni dei primi 4 numeri)[9].
- The Punisher: Purgatory: miniserie di 4 numeri. Nei crediti viene elencata come The Punisher (Vol.2).
- Inhumans: serie-limitata di 12 numeri, di Paul Jenkins  (testi), Jae Lee  (disegni)[10].

Il successo della linea editoriale portò ad una rapida espansione della nuova etichetta e altri personaggi e serie Marvel passarono negli anni successivi sotto il marchio Marvel Knights.

### Svolta editoriale (2006)
Tra il 1998 e il 2005, Marvel Knights ha rilanciato diversi personaggi Marvel e messo le premesse per la creazione di storie più audaci e adatte ad un pubblico che non fosse solo composto da adolescenti. Tali potenzialità sono state ulteriormente sviluppate dall'editore con le Etichette Max Comics e Icon.
A partire dal 2006, Joe Quesada ridefinisce il ruolo di MK e decide di ricollocare tutte le serie regolari distribuite dall'etichetta all'interno del parco testate della Marvel Comics.
Le conseguenze sono:
- Daredevil (Vol.2) n.81 è l'ultimo albo della serie sotto l'etichetta Marvel Knights. Tra l'altro è l'ultimo del ciclo di storie dell'autore Brian Michael Bendis. Dal n.82 la serie passa allo scrittore Ed Brubaker. Tra gli archi narrativi dei due autori rimane una stretta continuità di tematiche e contenuti anche se il passaggio all'interno del circuito distributivo degli altri supereroi Marvel riduce la carica dissacrante e violenta dell'opera di Bendis.
- Black Panther (Vol.5) n.13 chiude il lungo rinnovamento grafico e narrativo operato sul personaggio a partire dal 1998. Con il n.14 (maggio 2006), Pantera Nera ritorna ad essere un supereroe Marvel ideato e adattato per ogni tipo di lettore.
- Marvel Knights Spider-Man n.22 cambia titolo in The Sensational Spider-Man con il n.23 (aprile 2006). Serie regolare dedicata all'Uomo Ragno che poi chiude con il n.41 (dicembre 2007).
- Marvel Knights 4 n.27 cambia titolo in Four con il n.28 (maggio 2006). Serie regolare su i Fantastici Quattro che poi chiude con il n.30 (agosto 2006).
- Wolverine (Vol.3) n.39 è l'ultimo albo MK dedicato al mutante Logan. Con il n.40 (maggio 2006) la serie rientra nel parco testate Marvel.

I nuovi propositi editoriali annunciati da Axel Alonso e Quesada per l'etichetta sono confusi in quanto è vero che si prevede la pubblicazione di sole miniserie e numeri singoli realizzati da grandi autori ma non è chiaro se il tipo di approccio alle storie rimarrà quello originario (cioè più innovativo e adulto rispetto a quello mainstream del genere). L'impressione è che si rientri all'interno dei canoni classici della narrazione Marvel con l'unica differenza che si realizzeranno storie collocate in periodi della continuity dell'Universo Marvel differenti da quello in cui si svolgono le vicende delle altre serie.

### Serie recenti (2010-2014)
- Deathlok: The Demolisher n.1 (gennaio 2010): miniserie di 7 numeri degli autori Charlie Huston (testi) - Lan Medina (disegni). Ha come protagonista il cyborg Deathlock, il cui alter ego è Luther Manning.
- Captain America/Black Panther: Flags of our Fathers n.1 (giugno 2010): miniserie di 4 numeri degli autori Reginald Hudlin (testi) - Denis Cowan (disegni). La storia si svolge durante la seconda guerra mondiale e ha come protagonisti Capitan America, Pantera Nera (Azzari il Saggio, predecessore dell'attuale Black Panther/T'Challa) e la squadra d'assalto Howling Commandos guidata da Nick Fury.
- Spider-Man: Fever n.1 (giugno 2010): miniserie di 3 numeri realizzata da Brendan McCarthy (testi e disegni) e avente come protagonisti l'Uomo Ragno e il Dottor Strange (Stephen Strange).
- Deadpool: Wade Wilson's War n.1 (agosto 2010): miniserie di 4 numeri degli autori Duane Swierczynski (testi) - Jason Pearson (disegni). La storia svela dei retroscena sulla personalità e le origini di Deadpool.
- Marvel Universe Vs. The Punisher n.1 (ottobre 2010): miniserie di 4 numeri degli autori Jonathan Maberry (testi) - Goran Parlov (disegni). La vicenda si svolge in una realtà alternativa in cui un'epidemia ha trasformato i supereroi e supercriminali dell'Universo Marvel in predatori cannibali. L'ultima speranza di fermarli risiede nel Punitore, denominato The Last Gun on Earth. Da notare che tale miniserie, anche se annunciata come facente parte dell'Imprint MK, è stata pubblicata senza il sigillo Marvel Knights sulle copertine.
- Thor: For Asgard n.1 (novembre 2010): miniserie di 6 numeri dello scrittore Robert Rodi e del disegnatore italiano Simone Bianchi (con la collaborazione di Simone Peruzzi). La storia si svolge nel reame di Asgard durante un periodo in cui Thor si trova ad essere sovrano del regno e deve affrontare ribellioni interne ed un inverno lungo ormai 3 anni.
- Bullseye: Perfect Game n.1-2 (gennaio - febbraio 2011): miniserie degli autori Charlie Huston (testi) - Shawn Martinbrough (disegni). Protagonista è l'infallibile assassino su commissione conosciuto come Bullseye.
- Marvel Knights: X-Men nn.1-5, (gennaio - maggio 2014), miniserie scritta e disegnata da Braham Nivel.
- Marvel Knights: Hulk nn.1-4, (febbraio - maggio 2014), miniserie di Joe Keatinge (testi), Piotr Kowalski e Nick Filardi (disegni).

### MK 20 (dal 2018)
(tagline con la quale la Marvel Comics pubblicizza la serie celebrativa per il 20° anniversario dell'Imprint)

Copertina del Volume "Marvel Collection: Marvel Knights - il Ritorno dei Cavalieri Marvel", edizione Panini Comics

In occasione del 20º anniversario della nascita dell'imprint viene pubblicata una miniserie celebrativa di 6 albi. La storia viene affidata a Donny Cates, scrittore che sta riscuotendo un notevole successo con il rilancio di Venom e una miniserie con una versione cosmica di Ghost Rider. Il primo albo esce il 7 novembre 2018, con i disegni di Travel Foreman. Nei numeri successivi si alternano vari disegnatori e differenti scrittori affiancano Cates. La miniserie ospita diversi personaggi che hanno reso celebre l'imprint e la storia si svolge attorno ad un confuso Matt Murdock (alias Daredevil) che ha perso la memoria. Oltre a questa pubblicazione la Marvel lancia una serie di volumi che raccolgono le serie e miniserie pubblicate sotto l'imprint Marvel Knights. La prima ad essere distribuita è Marvel Knights Black Panther By Priest & Texeira: The Client TPB, contiene la miniserie del 1998 che è riuscita a rilanciare il personaggio di "Pantera Nera" e vede ai testi Christopher Priest e ai disegni Joe Quesada, Mark Texeira e Vincent Evans. La distribuzione avviene il 16 luglio 2018, data che segna il ritorno dell'imprint. L'editor-in-chief (o "redattore capo") C.B.Cebulski considera la fondazione di Marvel Knights come un evento fondamentale per la storia della Marvel, arrivato dopo anni di crisi e una bancarotta nel 1996. L'imprint ha contribuito a ridare popolarità a diversi personaggi della casa editrice portandoli ad essere delle icone multimediali negli anni duemila. Ha inoltre introdotto una nuova generazione di autori permettendogli di mettersi in luce e creare delle storie più innovative. Questo deriva dal fatto che l'etichetta è ideata per un pubblico adulto e meno vincolata ai parametri narrativi della continuity dell'Universo Marvel.

## Personaggi originali
La linea MK viene inizialmente utilizzata per proporre in una nuova veste editoriale e tematica alcuni personaggi classici dell'Universo Marvel quali Daredevili o Pantera Nera e poi molti altri. I supervisori del progetto permettono però ai loro autori di creare anche nuovi personaggi che in genere sono nuove versioni di personaggi già esistenti. Molto spesso queste creazioni originali saranno poi inserite nella continuity dell'Universo Marvel. I personaggi sono i seguenti:
- Yelena Belova: la terza Vedova Nera ha la sua prima apparizione su Inhumans (Vol.2) n.5 (marzo 1999) e diventa protagonista della miniserie Black Widow n.1-3 (giugno-agosto 1999).
- Marvel Boy VII (Noh-Varr): ennesima nuova versione del supereroe cosmico Marvel Boy. Questa volta viene ideato da Grant Morrison (testi) - J.G.Jones (disegni) sulla miniserie Marvel Boy n.1-6 (agosto 2000 - marzo 2001).
- Sentry (Robert Reynolds): creato da Paul Jenkins (testi) - Jae Lee (disegni). Si tratta del primo eroe Marvel Knights che nasce da un concetto completamente originale, in quanto non riprende nessun personaggio già esistente nell'Universo Marvel. Il suo debutto avviene sulla miniserie Sentry (Vol.1) n.1-5 (settembre 2000 - gennaio 2001). Successivamente diviene un personaggio cardine della continuity Marvel e difatti la sua seconda miniserie viene pubblicata tra il 2005 e il 2006 al di fuori dell'Imprint Marvel Knights[13]. Come per la maggior parte dei personaggi MK, le storie di Sentry pubblicate sotto l'etichetta Marvel Knights sono in continuity con quella degli altri albi dell'universo Marvel. Di conseguenza le origini e le caratteristiche del supereroe rimangono invariate.

## Il supergruppo Marvel Knights
Nel luglio 2000 viene lanciata la serie regolare Marvel Knights (Vol.1) degli autori Chuck Dixon (testi) - Eduardo Barreto (matite) e con le copertine realizzate da Joe Quesada. Protagonista è un gruppo di supereroi formato da personaggi provenienti in gran parte dalle pubblicazioni della stessa etichetta. I fondatori del supergruppo sono Devil, la Vedova Nera e Dagger che in seguito ad un'indagine su un massacro ai danni della mafia da parte del troll asgardiano Ulik, vengono aiutati dal Punitore, da Shang-Chi e da Moon Knight. Quest'ultimo fornirà anche il supporto logistico per il nuovo team di supereroi. Successivamente si aggiungeranno altri membri ma bisogna evidenziare che questo gruppo non verrà mai riconosciuto o ufficializzato e non avrà nemmeno un nome di riferimento all'interno dell'universo Marvel. In taluni casi viene identificato come il supergruppo senza nome di Daredevil e il termine Marvel Knights serve solo come titolo della serie e la sua identificazione con i personaggi dell'etichetta MK. La serie chiude con il n.15 nel settembre 2001 e viene poi seguita da una seconda serie nel 2002. Questa dura 6 numeri e vede ai testi l'autore John Figueroa e ai disegni l'artista italiano Alberto Ponticelli.

## Altri media

### Cinema
- Il film Punisher - Zona di guerra è il primo film Marvel Comics in cui compare il logo Marvel Knights nei titoli di apertura. Il film viene prodotto dai Marvel Studios ma distribuito sotto l'etichetta Marvel Knights Pictures. Lo stesso accade per Ghost Rider - Spirito di vendetta.
- Dal 2013 al 2019 vengono distribuite sei serie televisive, ambientate nel Marvel Cinematic Universe, con protagonisti I Difensori. Daredevil, Jessica Jones, Luke Cage, Iron Fist, The Defenders e The Punisher

### Videogiochi
- Nel videogioco Marvel: La Grande Alleanza, prodotto da Activision nel 2006, si può avere come team-bonus il supergruppo Marvel Knights. Per ottenerlo è necessario avere i seguenti personaggi: Pantera Nera, Devil, Dottor Strange, Luke Cage, Spider-Man e Moon Knight.